# دژ سوموق
دژ سوموق (به لاتین: Sumug-gala) یک دژ در جمهوری آذربایجان است که در ایلی‌سو واقع شده‌است.